# Chanqueahue
Chanqueahue és una localitat de Xile, la qual pertany a la comuna de Rengo, província de Cachapoal, a la regió d'O'Higgins. El gener de 2019 tenia una població censada de 1.791 habitants.
Està situada a 5 km a l'est de la ciutat de Rengo. La zona és rural i aquí hi destaquen les hisendes i predis, com la Querencia i la capella de Nostre Senyora del Rosari Chanqueahue.

## Història
Chanqueahue va ser una de les comunes que va integrar l'antic departament de Caupolicán, a la província de Colchagua. El 26 de juny de 1863, per un decret llei del president José Joaquín Pérez, el territori de Chanqueahue va ser modificat assignant-li tres districtes: Chanqueagüe, Lo de Lobos i Cerrillos.
La comuna va ser creada per decret del 22 de desembre de 1891, amb el territori de la subdelegació 3°. El 1907, segons al cens d'aquell any, la comuna tenia una població de 3.580 habitants.
Aquesta comuna va ser suprimida mitjançant el decret amb força de llei núm. 8.583 del 30 de desembre de 1927, dictat pel president Carlos Ibáñez del Campo com a part d'una reforma politicoadministrativa, annexant el seu territori a la comuna de Rengo. La supressió es va fer efectiva l'1 de febrer de 1928.
Luis Risopatrón descriu la localitat en el seu llibre de 1924: Diccionario Jeográfico de Chile: 
Chanqueahue (Aldea) 34° 25' 70° 46'. Con servicio de correos i escuelas públicas, se encuentra en medio de buenos terrenos de cultivo, en el valle del rio Claro, a 8 ó 9 kilómetros hacia el E del pueblo de Rengo; en una abra vecina se hallan aguas termales, de moderada temperatura. 66, p. 320; 68, p. 80; 101, p. 553; 143, núm. 6; i 156; i caserío en 63, p. 296; aldea Chanquiahue en 155, p. 221; i Chanquiague en 66, p. 235 (Pissis, 1875).

## Termes de Chanqueahue
Les termes de Chanqueahue, es troben a 15 quilòmetres al sud-est de Rengo.

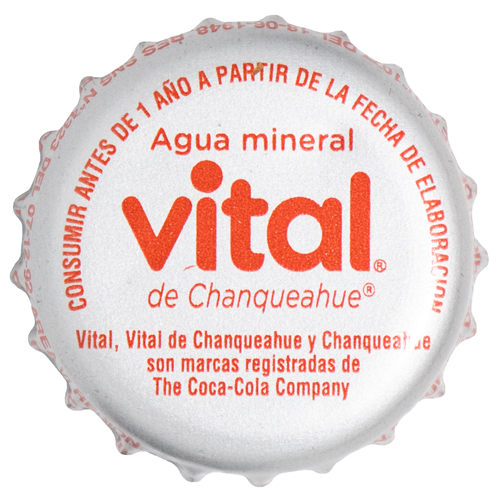
Tap corona d'aigua de Vital Aguas S.A.

El juny de 1948 se li atorga a l'aigua el Decret Suprem que la denomina font curativa. El 1970 la font d'aigua curativa va ser adquirida per l'embotelladora Castell qui extreu i embotella aquesta sota la marca Vital. El 1978, Embotelladora Andina adquireix la marca Vital, la font i les instal·lacions de la planta. El 1995 The Coca-Cola Company compra la marca Vital i el 2006 es forma la companyia Vital aguas S.A. com una aliança d'empreses entre Embotelladora Andina (65%) i Embonor (Coca-Cola) (35%).